# Pilea jamesoniana
Espèce
Statut de conservation UICN

 NT  : Quasi menacé
Synonymes
- Pilea dauciodora var. jamesoniana (Wedd.) Wedd.[2]

Pilea jamesoniana est une espèce de plantes à fleurs de la famille des Urticaceae. Elle est endémique de l'Équateur. Son habitat naturel sont les montagnes humides subtropicales ou tropicales.